# The Pony Express
The Pony Express er en amerikansk stumfilm fra 1907 af Sidney Olcott.

## Medvirkende
- Sidney Olcott
- Robert Vignola
- Joe Santley
- Fred Santley